# توني فروست
توني فروست (17 نوفمبر 1975 في المملكة المتحدة - ) (بالإنجليزية: Tony Frost)‏ هو لاعب كريكت بريطاني. لعب مع نادي وارويكشاير للكريكيت ‏.

## وصلات خارجية
- توني فروست على موقع إي آس بي آن كريك إنفو (الإنجليزية)